# چاق کچل سیبیلو
چاق کچل سیبیلو اولین فیلم مستند محسن نجفی مهری به عنوان کارگردان است که در سال ۲۰۱۴ ساخته شده‌است. 
این فیلم در اولین حضور جشنواره ای خود در دوازدهمین دوره جشنواره فیلم کوتاه نهال موفق به دریافت تندیس بهترین فیلم از نگاه تماشاگران شد. پس از آن در سالهای ۱۳۹۴ و ۱۳۹۵ موفق به حضور در بیش از ۲۰ جشنواره داخلی و خارجی و کسب ۸ جایزه شد.
در سال ۱۳۹۵ نسخه ۲۶ دقیقه ای (سانسور شده) از این فیلم از شبکه مستند و جام جم پخش شد و سپس روی وبسایت فیلیمو  قرار گرفت.

## خلاصهٔ فیلم
چاق کچل سیبیلو داستان زندگی آرش شهبازی پسر جوان و با روحیه ای است که اوقات فراغت خود را به بیمارستان رفته و با کودکان مبتلا به سرطان بازی کرده و به آنها و خانواده شان روحیه می دهد.

## جوایز و جشنواره ها
- حضور در هجدهمین دوره جشنواره Religion Today ایتالیا (۱۳۹۴) [۲]
- تندیس بهترین فیلم از نگاه تماشاگران دوازدهمین دوره جشنواره فیلم نهال (۱۳۹۴) [۳]
- جایزه ویژه هیئت داوران و جایزه بهترین فیلم از نگاه داوران جوان پنجمین دوره جشنواره حسنات اصفهان (۱۳۹۴) [۴]
- لوح تقدیر بهترین فیلم سیزدهمین جشن تصویر سال (۱۳۹۴) [۵]
- لوح تقدیر بهترین فیلم بخش مستند جشنواره موج کیش (۱۳۹۴) [۶]
- دیپلم افتخار بهترین فیلم مستند بخش نسل نو جشنواره سما (۱۳۹۵) [۷]
- تندیس بهترین فیلم مستند بخش جوانه های جشنواره رویش (۱۳۹۵) [۸]